# HD138426
HD138426 — хімічно пекулярна зоря спектрального класу B9, що має видиму зоряну величину в смузі V приблизно  8,6.
Вона  розташована на відстані близько 849,4 світлових років від Сонця.

## Пекулярний хімічний склад
Зоряна атмосфера HD138426 має підвищений вміст 
Cr
.